# Front Renovador
El Front Renovador Autèntic (oficialment en castellà Frente Renovador Auténtico) és un partit polític argentí de centre peronista reconegut legalment el 2019.
Actualment s'integra al Frente de Todos, que va portar el seu candidat Sergio Massa a ser primer diputat nacional per la província de Buenos Aires.

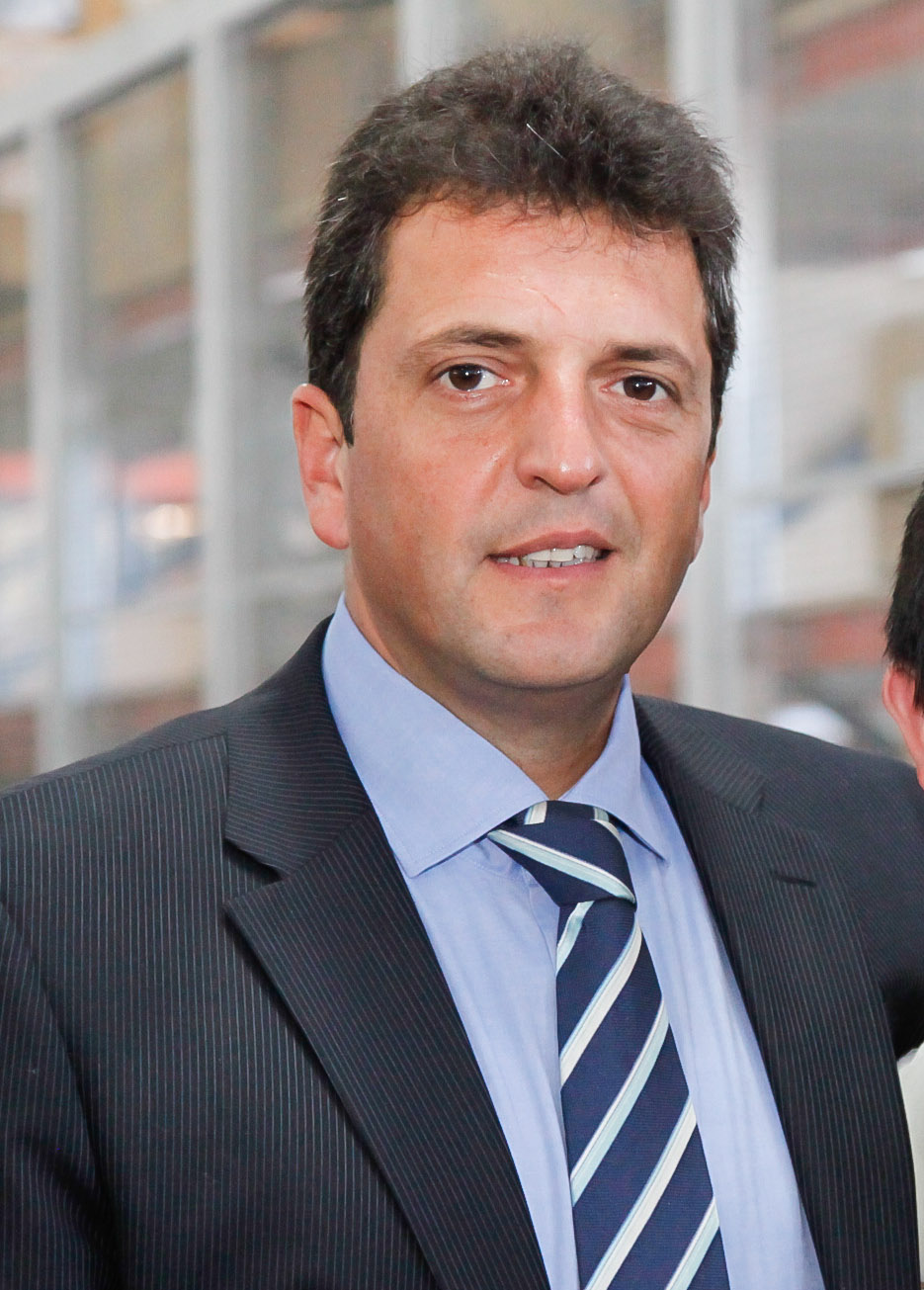
Sergio Massa, líder del Front Renovador.